# Paul Evans (langeafstandsloper)
Paul William Evans (Glasgow, 13 april 1961) is een voormalige Britse langeafstandsloper. Hij werd tweemaal Brits kampioen op de 10.000 m. In totaal nam hij tweemaal deel aan de Olympische Spelen, maar won hierbij geen medailles.

## Biografie
Evans begon met hardlopen op twaalfjarige leeftijd bij de atletiekvereniging Norfolk Olympiads.
Op de Olympische Spelen van 1992 werd Evans elfde op de 10.000 m. Vier jaar later gaf hij op de Spelen in Atlanta in de finale op. In 1995 nam Paul Evans deel aan de wereldkampioenschappen in Helsinki op de 10.000 m. Hij werd in de voorrondes uitgeschakeld met een tijd van 28.14,96.
Twee jaar later was hij aanwezig bij de halve marathon van Egmond. De 25-ste aflevering van deze loop vond plaats onder extreme condities. De Noord-Hollandse branding was omgetoverd in een poolvlakte van decimeters dikke ijsschotsen; de duinen en de Noordzee lieten zich amper zien, omdat zij achter een gordijn van mist waren verborgen. In plaats van vloed was er ditmaal kruiend ijs. In deze barre omstandigheden hield Evans zich kranig staande en werd derde. Wellicht had er zelfs meer in gezeten, indien hij op het strand niet een krachtenverslindende taxatiefout had gemaakt. Hij koos ervoor om langs de duinrand in plaats van langs de vloedlijn te lopen in de hoop geen hinder te ondervinden van de ijsblokken. Hij kwam bedrogen uit. Nu eindigde hij op twintig seconden achter het elkaar hevig bekempende Keniase tweetal John Kiprono en Elija Lagat, die wel voor de vloedlijn hadden gekozen.
In 2002 verbeterde Evans het Europese record op de halve marathon voor veteranen (M40) tijdens de Great North Run in Newcastle. Hij werd hiermee derde in een tijd van 1:03.15 achter de winnaar Paul Tergat, die deze wedstrijd in 1:00.30 volbracht.
Ook liep hij enkele marathons: zo werd hij in 1992 vijfde op de marathon van Londen en won hij vier jaar later de Chicago Marathon in 2:08.52.
Van beroep was Evans werkzaam in een schoenenfabriek.

## Titels
- Brits kampioen 10.000 m - 1993, 1999

## Persoonlijke records
Baan
| Onderdeel | Prestatie | Datum        | Plaats    |
| --------- | --------- | ------------ | --------- |
| 3000 m    | 7.55,29   | 12 juli 1996 | Londen    |
| 5000 m    | 13.25,38  | 28 juni 1995 | Helsinki  |
| 10.000 m  | 27.47,79  | 5 juli 1993  | Stockholm |

Weg
| Onderdeel      | Prestatie | Datum             | Plaats              |
| -------------- | --------- | ----------------- | ------------------- |
| 5 km           | 13.48     | 13 april 1996     | Portsmouth          |
| 10 km          | 29.25     | 9 september 2001  | Cheltenham          |
| 15 km          | 44.26     | 24 mei 1999       | Nijmegen            |
| 10 Eng. mijl   | 46.35     | 21 september 1997 | Amsterdam           |
| 20 km          | 58.47     | 9 maart 1996      | Alphen aan den Rijn |
| halve marathon | 1:01.18   | 14 september 1997 | South Shields       |
| marathon       | 2:08.52   | 1 januari 1996    | Chicago             |

## Palmares

### 5000 m
- 1989: 9e Britse kamp. in Jarrow - 13.50,53
- 1990: 19e AAA/WAAA kamp. in Birmingham - 14.03,79
- 1993: 4e British World Championships Trials in Birmingham - 13.40,63
- 1995: 4e in series World Games in Helsinki - 13.25,38
- 1996:  Bupa International in Gateshead - 13.47,40
- 1997:  British League Division I in Solihull - 13.55,8
- 1999: 6e in series AAA kamp. of Great Britain in Birmingham - 13.47,04

### 10.000 m
- 1990:  FIN-GBR Dual Meet in Helsinki - 28.18,94
- 1990: 14e AAA kamp. in Gateshead - 29.11,91
- 1991: 6e Britse kamp. in Cardiff - 28.56,69
- 1992:  Britse kamp. in Sheffield - 28.13,71
- 1992:  Tottington - 27.59,8
- 1992: 11e OS - 28.29,83 (serie 28.15,70)
- 1992:  ISTAF - 27.48,32
- 1993:  Britse kamp. in Londen - 28.17,49
- 1993: 4e DN Galan - 27.47,79
- 1995: 5e KP Games in Londen - 27.49,54
- 1995: 9e in series WK - 28.14,76
- 1996:  British Olympic Trials in Birmingham - 28.28,31
- 1996: DNF OS (serie 28.24,39)
- 1999:  AAA kamp. in Watford - 28.34,62

### 5 km
- 1993:  Festival of Road Running in Aberdeen - 13.58
- 1995: 5e International Road Race in Portsmouth - 13.51
- 1996:  International Road Race in Portsmouth - 13.48
- 1999:  Scheidegger Stevenage - 14.06
- 2000:  Lord Mayor's City Centre Classic in Norwich - 14.11

### 10 km
- 1988:  Brooks Southend Classic - 29.13
- 1990: 5e St Patrick's Day in Kopenhagen - 28.29
- 1994:  Bupa Great Welsh Run in Cardiff - 28.23
- 1994:  Bupa Great Midland Run in Coventry - 28.45
- 1995:  Ratingen Stadtlauf - 28.13
- 1996:  Fred Slayer in Peterborough - 28.33
- 1996:  Warwick Wright Peugeot Perivale - 28.40
- 1997:  Bermuda International in Hamilton - 29.24
- 2000: 4e Fila Running Fitness Auckland Castle in Durham - 29.35
- 2001: 6e Corrida van Houilles - 29.31
- 2002:  Wymondham in Norfolk - 30.42

### 15 km
- 1999: 11e Zevenheuvelenloop - 44.26

### 10 Eng. mijl
- 1990:  Sun Life Great Race- Stage 20 - 48.16
- 1991:  Great South Run - 47.26
- 1993:  Fit Den Haag - 48.21
- 1994:  Maidenhead - 48.31
- 1996: 5e Dam tot Damloop - 46.37
- 1997: 6e Dam tot Damloop - 46.35
- 1997:  Great South Run - 46.57
- 1999:  Great South Run - 47.45
- 2000:  Great South Run - 49.21
- 2000:  Lowestoft - 51.20

### 20 km
- 1993:  20 van Alphen - 59.30
- 1996:  20 van Alphen - 58.47

### halve marathon
- 1991:  halve marathon van Hastings - 1:03.09
- 1991:  halve marathon van Lissabon - 1:01.44
- 1992:  halve marathon van Camberley - 1:02.13
- 1992:  halve marathon van Lissabon - 1:01.34
- 1992: 10e WK in South Shields - 1:01.38
- 1992: 4e Route du Vin - 1:04.05
- 1993:  halve marathon van Reading - 1:01.38
- 1993:  Great North Run - 1:01.45
- 1994: 4e Great North Run - 1:01.30
- 1995:  halve marathon van Marrakech - 1:00.09
- 1995: 4e Great North Run - 1:02.30
- 1996:  Great North Run - 1:01.55
- 1997:  halve marathon van Egmond - 1:05.28
- 1997: 4e Great North Run - 1:01.18
- 1998: 4e halve marathon van Egmond - 1:03.23
- 1998:  Great Scottish Run - 1:03.25
- 1998: 5e Great North Run - 1:04.12
- 1998: 25e City-Pier-City Loop - 1:04.40
- 2001:  halve marathon van Hastings - 1:04.29
- 2002:  Great North Run - 1:03.15
- 2002: 5e halve marathon van Bath - 1:04.47

### marathon
- 1991: 87e marathon van Berlijn - 2:26.53
- 1991: 9e marathon van Capri - 2:12.53
- 1992: 5e marathon van Londen - 2:10.36
- 1993: 7e New York City Marathon - 2:13.36
- 1995: 5e marathon van Londen - 2:10.31
- 1995:  New York City Marathon - 2:11.05
- 1996:  marathon van Londen - 2:10.40
- 1996:  Chicago Marathon - 2:08.52
- 1997: 8e marathon van Londen - 2:09.18
- 1997: 6e Chicago Marathon - 2:09.20
- 1999: 4e marathon van Edinburgh - 2:17.35
- 2001: 23e Chicago Marathon - 2:18.35

### veldlopen
- 1995:  Lidingoloppet - 1:36.01